# مينغ شي
مينغ شي  (صينية مبسطة: 奚梦瑶; صينية تقليدية: 奚夢瑤; اسم الولادة: شي منغيو؛ مواليد 8 مارس 1989 في شانغهاي) عارضة أزياء صينية.

## روابط خارجية
- مينغ شي على موقع IMDb (الإنجليزية)
- مينغ شي على موقع قاعدة بيانات الفيلم (الإنجليزية)
- مينغ شي على موقع دليل عارضات الأزياء (الإنجليزية)
- قالب:Sinaweibo
- مينغ شي على إنستغرام
- مينغ شي في موديلز.كوم